# Ben Osborn
Benjamin Jarrod Osborn (Derby, Inglaterra, 5 de agosto de 1994), conocido como Ben Osborn, es un futbolista británico que juega de centrocampista en el Derby County F. C. de la EFL Championship.

## Trayectoria
Se inició en las categorías inferiores del Derby County F. C., club de su ciudad natal. Allí estuvo un año y, posteriormente, se marchó a las de su máximo rival, el Nottingham Forest F. C. Poco a poco fue progresando, hasta que en marzo de 2014 debutó con el primer equipo en un partido ante el Ipswich Town F. C. Un mes después, firmó una renovación de contrato por cinco años.
Tras cinco campañas en las que jugó 230 partidos oficiales, el 26 de julio de 2019 fue traspasado al Sheffield United F. C. y firmó por tres temporadas. Pasado ese tiempo el club ejerció la opción que tenía de prorrogar su contrato por un año más. En este alcanzó los cien encuentros, ayudó al equipo a ascender a la Premier League y volvió a extender su vinculación con la entidad otros doce meses. Volvió a vivir otro descenso de categoría y entonces optó por regresar al Derby County F. C.

## Selección nacional
Fue internacional con Inglaterra en las categorías sub-18, sub-19 y sub-20.

## Clubes
| Club                    | País       | Año       |
| ----------------------- | ---------- | --------- |
| Nottingham Forest F. C. | Inglaterra | 2014-2019 |
| Sheffield United F. C.  | Inglaterra | 2019-2024 |
| Derby County F. C.      | Inglaterra | 2024-     |